# Giuseppe Colombo (matematico)
Giuseppe Colombo, detto Bepi (Padova, 2 ottobre 1920 – Padova, 20 febbraio 1984), è stato un matematico, fisico e ingegnere italiano.

## Biografia
Soprannominato "Meccanico del cielo", il suo nome è legato al satellite al guinzaglio (Tethered, un'intuizione di Mario Grossi che Giuseppe Colombo contribuì a sviluppare a partire dai primi anni settanta), all'idea di una zattera spaziale creata riutilizzando i serbatoi di propellente lasciati nello spazio dagli Space Shuttle e a quella di lanciare enormi specchi in orbita per concentrare i raggi solari su alcune zone della Terra per allontanare la nebbia.
Nono di dieci fratelli, vinse una borsa di studio e frequentò la Scuola normale superiore di Pisa fino a quando non partì per il fronte orientale durante la seconda guerra mondiale come sottotenente di complemento nel 108º Reggimento artiglieria della divisione "Cosseria", venendo ferito in combattimento e decorato della Medaglia di bronzo al valor militare. Nel 1944 si laureò in matematica all'Università di Padova dove nel 1945 divenne assistente di meccanica razionale. Nel 1955 divenne ordinario di Meccanica Applicata presso la Facoltà di Ingegneria dell'Università di Padova.
Nel corso della sua attività universitaria ha tenuto lezioni di meccanica celeste, geodesia spaziale, meccanica delle vibrazioni e veicoli e vettori spaziali ed ha insegnato anche a Catania e a Modena. Dal 1964 al 1976 ha fatto parte dei comitati nazionali del Consiglio Nazionale delle Ricerche. Ha partecipato inoltre a ricerche presso l'Harvard Smithsonian Center for Astrophysics, al Caltech ed al Jet Propulsion Laboratory.
Svolse una campagna di promozione della ricerca spaziale presso l'Agenzia Spaziale Italiana e presso l'Aeritalia di Torino e le università di Padova, Pisa e Torino.
La NASA lo reclutò nel 1961, dopo il lancio del primo satellite artificiale.
Nel 1965 era consulente per gli elaboratori IBM della NASA.
Contribuì poi all'impresa del Mariner 10 del 1974. Colombo aveva scoperto l'accoppiamento tra rivoluzione e rotazione di Mercurio (il pianeta compie tre rotazioni intorno al proprio asse ogni due rivoluzioni intorno al Sole). Dopo aver constatato che il periodo dell'orbita del Mariner 10 dopo il fly-by di Mercurio sarebbe coinciso con il doppio del periodo di rivoluzione del pianeta stesso, suggerì di sfruttare tale risonanza per programmarne molteplici sorvoli di Mercurio. La sua modifica fu prontamente implementata nel piano di missione dagli ingegneri e matematici del JPL e permise tre sorvoli di Mercurio, prima che la sonda esaurisse il propellente.
Collaborò anche al lancio della sonda Giotto, che nel 1986 incontrò la cometa di Halley. Il nome venne proposto da lui, in omaggio all'Adorazione dei Magi di Giotto nella Cappella degli Scrovegni, in cui è raffigurata la cometa.
Viene ricordato inoltre per la pianificazione di fly-by multipli con Mercurio nel 1972-73, per aver progettato la missione Solar Probe, per aver promosso l'utilizzo di un nuovo tipo di radiometro e per aver capito che la variazione di luminosità azimutale dell'anello A di Saturno è dovuta alla sua struttura spiraliforme. In riferimento alla pianificazione della traiettoria del Mariner 10 dichiarò a La Stampa «Quella è una delle cose che mi sono costate meno fatica. È un episodio banale della mia attività scientifica: non avrei mai pensato che potesse destare scalpore».

## Premi e riconoscimenti
- Ottenne il Premio Feltrinelli nel 1971.[5]
- La NASA gli attribuì nel 1983 la medaglia d'oro per i numerosi successi durante la sua lunga attività.
- L'ESA gli ha dedicato la missione BepiColombo lanciata il 20 ottobre 2018 e volta all'esplorazione di Mercurio.[6]
- Gli è stato dedicato un asteroide, 10387 Bepicolombo.
- Porta il suo nome (Separazione di Colombo) una separazione di circa 100–150 km all'interno dell'anello C degli anelli di Saturno.
- L'Università di Padova ha intitolato al suo nome il Centro Interdipartimentale di Studi ed Attività Spaziali (CISAS).[7]
- La Provincia di Padova ha istituito il "Bepi Colombo Prize" destinato al ricercatore internazionale che più si è distinto nei suoi studi in un particolare settore, correlabile all'ambito disciplinare di cui si è occupato il Prof. Colombo.
- A Matera gli è stato dedicato il Centro di geodesia spaziale.